# Saw II: Flesh & Blood
Saw II: Flesh & Blood (с англ. — «Пила II: Плоть и Кровь») — компьютерная игра в жанре survival horror от третьего лица, разработанная компанией Zombie Studios и изданная компанией Konami для платформ PlayStation 3 и Xbox 360 в 2010 году. Saw II: Flesh & Blood является продолжением игры Saw: The Videogame, вышедшей в 2009 году, и второй игрой во франшизе «Пила», вышедшей на неделю раньше релиза фильма «Пила 3D».
Действие игры разворачивается сразу после событий игры Saw: The Videogame и между событиями первого и второго фильма. Главный герой Майкл Тэпп расследует смерть своего отца Дэвида Тэппа (протагониста Saw: The Videogame и одного из центральных персонажей первого фильма). Во время своего расследования Майкл сталкивается с Конструктором и его учеником, одетым в маску свиньи. Игра также, как и предыдущая часть, использует игровой движок Unreal Engine 3. Игровой процесс был улучшен по сравнению с предыдущей частью. Появилась возможность использовать предметы окружающей среды для борьбы с врагами, была переделана боевая система, основанная на правильном расчете тайминга и защитных приемах.
После выхода Saw II: Flesh & Blood получила неблагоприятные отзывы критиков по сравнению с предыдущей игрой. Критики хвалили сюжет игры, но раскритиковали боевую систему, которая, по их мнению, лишила игру напряженности. Разработчики объявили о выходе версии Saw II: Flesh & Blood для Microsoft Windows, но в итоге игра так и не вышла на этой платформе.

## Описание

### Сеттинг
События игры Saw II: Flesh & Blood происходят между событиями Saw: The Videogame и вторым фильмом. Главный герой Майкл является сыном детектива Дэвида Тэппа расследующим трагическую смерть своего отца, что приводит его к конфликту с Конструктором и его учеником. В поисках улик и погоне за Конструктором Майклу придется посетить множество локаций: отели, фабрики, канализации и много других мест.

### Сюжет
В прологе игры Кэмпбелл, наркоман, помещённый в ловушку «Маска Смерти», разрезает себе правый глаз, чтобы получить ключ для остановки смертоносного механизма. Затем ему приходится пройти через многочисленные смертельные ловушки, чтобы вернуть своего давно потерянного сына, который тоже является наркоманом, также ему приходится сбросить человека с уступа для своего собственного выживания. Прежде чем найти сына игрок должен сделать выбор: либо пожертвовать Кэмпбеллом ради незнакомца, либо спасти себя.
После пролога сюжет игры переносится к Майклу Тэппу, находящегося в квартире своего отца Дэвида после его самоубийства. Там уже находится начальник полиции Генри Джейкобс, детектив Джозеф Полцер и соседка Дэвида Сара Блэлок. Майкл также обнаруживает там Дженнингса Фостера, судебно-медицинского эксперта, пережившего события Saw: The Videogame. Затем Майкл оказывается похищен человеком в маске свиньи и вынужден сыграть в игру Пилы, чтобы расследовать смерть своего отца. После того как его бросил другой испытуемый Соломон Бейтс, Майклу предоставляется ещё один шанс. Первым испытуемым, которого должен спасти Майкл является студент колледжа по имени Грифф, которого арестовал его отец за изнасилование своего профессора. Майкл продолжает путь через отель преодолевая ловушки и спасает педофила по имени Зик. Затем Майкл находит Генри в ловушке и узнает, что он коррумпирован и продавал наркотики на улице. После спасения Генри притворяется благодарным, но позже встречается с Джозефом и вдвоём с ним решает убить Майкла, чтобы сохранить свою тайну. Затем Майкл спасает Сару Блэлок, которую он встретил ранее, от утопления водой. Как оказалось, она являлась наркоманкой. После освобождения Сара сбегает и Майклу приходится пробираться через отель, чтобы спасти следующего испытуемого.
Противостоя Майклу, человек в маске свиньи похищает Джозефа и помещает его в ловушку, из которой Майкл должен спасти его. После освобождения Джозеф также убегает и Майкл направляется на фабрику, чтобы найти следующего испытуемого. На фабрике на Майкла нападает Генри, но ему удается сбежать. Затем он спасает Карлу Сонг, интерна больницы из первой части фильма, из лифта-ловушки, который едва не разорвал её пополам. Выясняется, что Карла вывозила из больницы наркотики для незаконной продажи. Последняя жертва Майкла — Соломон, который являлся третьим деловым партнером Джона Крамера и Арта Бланка. Соломон изменил финансы и подделал финансовые книги, чтобы покрыть большую банду преступников. Будучи спасенным Майклом, Соломон демонстрирует, что Генри, Джозеф, Сара, Карла и он сам участвуют в большой операции по борьбе с наркотиками. Также выясняется, что Дэвид обнаружил эту операцию, преследуя Пилу, но был больше заинтересован в его поимке, чем в аресте коррумпированных полицейских. Майкл также признается, что крал файлы своего отца на Конструктора и использовал их для продвижения своей репортёрской карьеры. Файлы, в которых Дэвид признавался, что его проникновение в логово Конструктора был без ордера, были использованы Генри для увольнения Дэвида и сокрытия его сети распространения наркотиков.
Генри убивает Карлу чтобы заставить её замолчать, но позже его самого убивает человек в маске свиньи. Он также толкает Соломона в яму с иглами и больше он в сюжете не появляется. Джозеф убивает Сару на вокзале, но позже его убивает сам Майкл. Затем Майкл замечает Конструктора и преследует его до комнаты, где, как выясняется, что Кэмпбелл, человек с самого начала игры, выбирал судьбу Майкла: либо пожертвовать собой, либо спастись.

### Финал
После убийства Джозефа и погони за Пилой до последней комнаты, игра возвращается к главному герою пролога Кэмпбеллу, которому пришлось принять решение в начале игры. Пила показывает, что Майкл — «незнакомец», судьба которого находится в руках Кэмпбелла. В зависимости от выбора, сделанного игроком в начале игры, возможны две концовки:
Если игрок выбрал Путь Крови и спас Кэмпбелла, он войдет в лифт и Майкл будет насмерть раздавлен окружающими стенами. Затем Конструктор противостоит Кэмпбеллу и говорит, что теперь он свободен и может найти своего сына снаружи. Однако у Кэмпбелла случается нервный срыв и он убеждает себя, что его сын никогда не сможет нормально жить в мире с такими людьми, как Пила. Кэмпбелл становится агрессивным и пытается атаковать Пилу, но его убивает падающая коса. Пила подходит к трупу Кэмпбелла и произносит: «Игра окончена».
Если игрок выбрал Путь плоти в начале игры, Майкл войдет в лифт и прослушает запись, в которой будет сказано, что он и Пила похожи и оба хотели бы наказывать преступников. Затем Майкл останавливается перед двумя дверями. Одна дверь ведет Майкла к свободе и шансу использовать доказательства найденные его отцом, чтобы предать огласке историю Пилы и наркокартеля. За другой дверью находится костюм и маска свиньи и предложение помочь людям увидеть правду внутри себя, подразумевая что Майкл может стать ещё одним учеником Пилы. Сделанный выбор игроку не раскрывается.

## Геймплей
Saw II: Flesh & Blood сохраняет тот же стиль игры, что и первая часть, в основном это survival horror от третьего лица с элементами экшена. Вернулись пазлы из оригинальной игры такие как «круговые головоломки», однако теперь чтобы сопоставить их одного цвета, игроку нужно сопоставить провода противоположного цвета (красный с желтым и наоборот). Взлом также вернулся из предыдущей игры но теперь используется новая мини-игра в которой игрок управляет тумблерами чтобы открыть. Загадки с окружающей средой также представлены по-новому: например нужно включать и выключать фонарик в определенных местах чтобы обнаружить определенные подсказки. QTE ловушки также вернулись: в дополнение к ружьям за дверями, в определенных местах висят качающиеся косы, закрывающиеся стены и незакрепленные половицы, чтобы игрок мог избежать их своевременным нажатием кнопки.
Для сиквела вся боевая система была переработана по сравнению с оригинальной игрой. Есть два типа боя: рукопашный бой и головоломка. Бой основанный на головоломках, побуждает игрока использовать ловушки или окружающую среду для казни врагов, например открывая шахту лифта когда враг нападает чтобы столкнуть его туда. Другой тип, рукопашный бой, состоит в том что игрок использует оружие или руки и ноги для нейтрализации врага. В основе боя будут быстрые маневры и защитные реакции для защиты игрока от агрессивных врагов. Время также важно для борьбы и нейтрализации врагов.
Материалы дела из первой игры вернулись в сиквел. Тематика файлов разнообразна, но некоторые из них сосредоточены на свидетельствах Тэппа о его рейде в логово Пилы и его заключении в убежище Уайтхерст. Новый коллекционный предмет разбросанный по всей игре — это маленькие куклы Билли которые можно найти, но они не обязательны. Игроки могут решать более сложные головоломки в труднодоступных местах чтобы получить кукол. Множественные концовки присутствуют и в сиквеле, но на этот раз игроки должны снова пройти игру полностью, чтобы разблокировать другую концовку из-за решений принятых во время игры которые влияют на концовку.

## Разработка
После выпуска первой части Saw: The Videogame Konami заявили о намерении превратить Пилу в свою следующую великую франшизу survival horror. Опираясь на визуальную составляющую, а не на психологический ужас, Konami понимали что Пила и другая их франшиза Silent Hill могут выжить вместе не конкурируя. Планы относительно продолжения игры стали еще более очевидными когда в первую игру было помещено загадочное «дело» и был опубликован список вакансий Zombie Inc. для фокус-группы в Интернете, причем оба указали на возможное апрельское объявление о продолжении игры в Лос-Анджелесе через пресс-релиз.
Игра была официально анонсирована на Konami’s Gamers Night 2010 трейлером и подробностями сопровождающими его после. Трейлер изображал Пилу, комментирующего неизвестного человека в ловушке «Маска Смерти», вырезающего глаз чтобы получить ключ, однако он терпит неудачу и погибает. На том же мероприятии для прессы были представлены подробности игры, в том числе новый сеттинг между событиями Пилы II и Пилы III, а также основная сюжетная линия сына Дэвида Тэппа главного героя Майкла, расследующего его смерть и столкнувшегося по пути с Пилой. Мартин Шнайдер, европейский директор по маркетингу и связям с общественностью Konami, заявил, что «оригинальная видеоигра Saw дала фанатам ужасов и геймерам новый выход для продвижения своего любимого жанра, но заставила их хотеть большего. Saw 2 даст им это, но будьте осторожны в своих желаниях! Наше успешное партнерство с Lionsgate позволяет нам продвигать жанр ужасов на выживание, давая игрокам самый интересный взгляд на вселенную Пилы».
5 мая было подтверждено, что Saw II: Flesh & Blood будет представлена Konami на выставке Electronic Entertainment Expo 2010. На E3 2010 было объявлено что Тобин Белл вернется чтобы озвучить Конструктора а также придать ему сходство с игрой. Кроме того, был подтвержден подзаголовок Flesh & Blood. Игра также была показана на San Diego Comic-Con 2010 на стенде Konami. В интервью продюсер Хайме Бенесиа заявил что все персонажи и сюжетные линии присутствующие в игре, были одобрены Lionsgate чтобы соответствовать канону фильмов.
Saw II: Flesh & Blood была выпущена в Северной Америке 19 октября 2010 года для Xbox 360 и PlayStation 3, за десять дней до выхода седьмого фильма «Пила 3D».

## Отзывы критиков
| Сводный рейтинг     | Сводный рейтинг | Сводный рейтинг |
| Издание             | Оценка          | Оценка          |
| Издание             | PS3             | Xbox 360        |
| ------------------- | --------------- | --------------- |
| GameRankings        | 48,11 %         | 51,96 %         |
| Metacritic          | 45/100          | 47/100          |
| Иноязычные издания  |                 |                 |
| Издание             | Оценка          | Оценка          |
| Издание             | PS3             | Xbox 360        |
| Destructoid         | 7/10            | N/A             |
| Game Informer       | 4,5/10          | 4,5/10          |
| GamePro             | N/A             | [ 7 ]           |
| GameRevolution      | D               | D               |
| GameZone            | 3,5/10          | N/A             |
| IGN                 | 4,5/10          | 4,5/10          |
| OXM                 | N/A             | 4/10            |
| PALGN               | 6/10            | N/A             |
| VideoGamer          | 5/10            | 5/10            |
| The Daily Telegraph | 2/10            | 2/10            |
| Metro               | 3/10            | N/A             |

После выхода Saw II: Flesh & Blood получила в целом неблагоприятные отзывы, гораздо худшие чем оригинальная игра на обеих платформах по обзору сайта Metacritic.
Журнал Game Informer написал что игра «не просто делает шаг назад по сравнению с первой игрой — она выполняет обратный прыжок лебедя с балкона в бассейн, наполненный бритвенными лезвиями». Энтони Гальегос из IGN дал игре очень отрицательный отзыв. Он сообщил, что новая боевая система на самом деле хуже чем ее предшественники и что сюжет развивается слишком быстро, что лишает игру напряженности и нарушают атмосферу ужаса, которую он также критиковал отдельно. Гальегос считал что игра плохо спроектирована и не любит сложные головоломки.
411Mania поставила версии для Xbox 360 пять баллов из десяти сообщив что это «не ужасная игра. Она просто определение бюджетного названия. Она развлекает пару часов, но после этого становится настолько однообразным что вы потеряете всякий интерес к игре и захотите перейти к чему-то другому. Если вам хочется сыграть в эту игру — возьмите ее напрокат». Metro оценил версию для PlayStation 3 в три балла из десяти написав: «Она намного хуже, чем ничем не примечательный оригинал, это игра ужасов, но не совсем такая какой она была задумана». Daily Telegraph поставил игре два балла из десяти и сказав: «Есть соблазн закончить этот обзор пьесой о знаменитой пьесе Пилы». Игра Flesh & Blood окажет им медвежью услугу, а фраза «Я хочу сыграть в крушение поезда» не имеет того же значения".